# Ерик (приток Донской Царицы)
Ерик (Мишкова, Мишковка) — река в России, протекает по Калачёвскому району Волгоградской области. Левый приток реки Донская Царица, бассейн Дона.

## География
Река начинается в балке Ерицкая, течёт на северо-запад. На реке населённые пункты Овражный, Крепинский, Белоглинский, Братский, Новопетровский и Новоляпичев. Впадает в Донскую Царицу в 4 км от устья последней. Длина реки составляет 32 км, площадь водосборного бассейна — 434 км².

## Данные водного реестра
По данным государственного водного реестра России относится к Донскому бассейновому округу, водохозяйственный участок реки — Дон от города Калач-на-Дону до Цимлянского гидроузла, без реки Чир, речной подбассейн реки — Дон между впадением Хопра и Северского Донца. Речной бассейн реки — Дон (российская часть бассейна).
Код объекта в государственном водном реестре — 05010300912107000009596.